# Liste des régions éthiopiennes par densité de population
Cet article présente la liste des régions éthiopiennes classées par densité de population par ordre décroissant.
| Rang | Nom de la région                                   | Densité (hab./km²) |
| ---- | -------------------------------------------------- | ------------------ |
| 1    | Addis-Abeba                                        | 5 166              |
| 2    | Région du peuple Harari                            | 589                |
| 3    | Dire Dawa                                          | 283                |
| 4    | Région des nations, nationalités et peuples du Sud | 134                |
| 5    | Région Amhara                                      | 108                |
| 6    | Tigray                                             | 86                 |
| 7    | Région Oromia                                      | 77                 |
| 8    | Région Sidama                                      |                    |
| 9    | Région Somali                                      | 16                 |
| 10   | Région Afar                                        | 14                 |
| 11   | Benishangul-Gumaz                                  | 13                 |
| 12   | Regions des peuples Gambela                        | 12                 |